# Municipio de Bóbov Dol
El municipio de Bóbov Dol (en búlgaro: Община Бобов дол) es un municipio búlgaro perteneciente a la provincia de Kiustendil.
En 2011 tiene 9067 habitantes, de los cuales el 89,14% son étnicamente búlgaros y el 3,2% gitanos. La capital es Bóbov Dol, donde viven tres quintas partes de la población del municipio.
Se ubica en el centro-norte de la provincia, en el límite con la vecina provincia de Pernik. Por el sur de su término municipal pasa la carretera 62 que une Kiustendil con Sámokov.

## Localidades
Comprende la ciudad de Bóbov Dol y los siguientes pueblos:
- Bábino
- Bábinska Reká
- Blato
- Golema Fucha
- Golemo Selo
- Goliam Varbóvnik
- Gorna Kóznitsa
- Dólistovo
- Korkina
- Lókvata
- Mala Fucha
- Mali Varbóvnik
- Malo Selo
- Mlámolovo
- Novoséliane
- Panicharevo
- Shatrovo